# Holger Klingstedt
Torsten Holger Klingstedt, född 26 mars 1900 i Tammerfors, död 30 december 1947 i Helsingfors, var en finländsk biolog.
Klingstedt blev filosofie licentiat 1931, var docent i zoologi vid Helsingfors universitet 1933–1945 och därefter e.o. professor. Han arbetade i tre år vid ledande forskningscentra i England och verkade även tidvis som lärare i naturalhistoria, geografi och matematik vid olika läroverk i Helsingfors och Åbo. Särskilt hans undersökningar om kromosomerna har bestående värde. Hans verksamhet vägleddes alltid av ett intresse för stora biologiska grundfrågor.